# سیارک ۳۱۵۷
سیارک ۳۱۵۷ (به انگلیسی: 3157 Novikov، نامگذاری:1973SX3) سه هزار و صد و پنجاه و هفتمین سیارک کشف شده‌است که در ۲۵ سپتامبر ۱۹۷۳ کشف شد.
قدر مطلق سیارک برابر ۱۱٫۵۰ است.